# Czesław Mordowicz
Czesław Mordowicz (Mława, Lengyelország, 1919. augusztus 2. – Toronto, Kanada, 2001. október 28.) az auschwitzi koncentrációs táborban volt zsidóként fogoly. Egy másik fogollyal együtt azon kevesek között volt, akiknek sikerült megszökniük onnan. Tőlük származik az auschwitzi jegyzőkönyvek vagy jelentések egyike, amelyek feltárták a világ előtt a nácik által ott elkövetett atrocitásokat, különösen a zsidók gyilkolásának népirtás jellegét.

## Életrajza

### Deportálása előtt
Mordowicz Herman Mordowicz gabonakereskedő és Anna Wicińska színésznő fia volt. Volt egy húga is, Rachela. 1938-ban elvégezte a gimnáziumot, de anyagi okok miatt nem folytathatott egyetemi tanulmányokat. A második világháború kitöréséig egy kevés pénzt keresett tanulóknak adott magánórákkal.
Miután 1939. szeptember 1-én a német csapatok megtámadták Lengyelországot, a család más menekülők szekerén elment Varsóba. Ott akartak maradni, de nem volt lehetőségük letelepedni, és miután a hónap vége felé a fővárost is elfoglalták a németek, visszaindultak gyalog Mława felé. Megálltak egy másik városban, Płońskban ismerősöknél, majd a szülei és a húga tovább mentek Mławába, de Czesław az ismerősöknél maradt.
Mordowiczot alkalmazta irodai munkára és sofőrként egy, a Birodalomból jött német, aki elkobozta egy zsidó bútorgyárát. Később Mordowicz megházasodott Szulamittal, a házigazdái lányával. Amikor a zsidóknak a németek által kijelölt gettóba kellett költözniük, Mordowicz továbbra is a gyárban dolgozott.
Egy 1942. december elejei napon alkalmazója tudatta Mordowicz-csal, hogy a gettót órákon belül fel fogják számolni és a zsidókat el fogják vinni. Felajánlotta neki, hogy nála maradhat, de felesége és ennek szülei nélkül. Mordowicz nem fogadta ezt el és visszatért övéihez a gettóba. Mindannyiukat elvitték Auschwitzba.

### Auschwitzban
Megérkezésükkor Mordowiczot elválasztották feleségétől és ennek szüleitől, akiket soha többé nem látta viszont. Néhány nagyon nehéz fizikai munkában töltött nap után találkozott apjával, akit anyjával és húgával együtt deportáltak Mławából. Apja elmondta neki, hogy anyját és húgát azonnal megérkezésük után elgázosították. További néhány nap után Mordowicz megtudta, hogy apja is meghalt a túl nehéz munka miatt.
Mivel nagyon jól tudott németül, Mordowicz barakkjának írnoka lett, és ezzel könnyebb életkörülményekhez jutott, mint a többi fogoly. Baráti viszonyban volt Alfréd Wetzlerrel, egy másik írnokkal, aki Walter Rosenberg (Rudolf Vrba) fogollyal együtt megszökött 1944. április 7-én. Szökésük következményeként az SS-ek az összes zsidó írnoktól megvonták funkciójukat és jelentősen megerősítették a tábor őrizetét.
Szerencséjére Mordowiczot a csoportjába vette egy lengyel nem zsidó kápó. Mordowicz megmondta neki, hogy meg akar szökni, és a kápó csoportjával együtt segített neki előkészíteni a szökését, beleértve azzal, hogy rejtekhelyet vájjon ki abban a homok és kavicsbányában, ahol a csoport dolgozott. Mordowicznak partnerre is szüksége volt a szökéshez. Volt is egy ismerőse, aki vele akart tartani, de azt váratlanul Sonderkommandóba utasították és már nem szökhetett meg. Csupán egy héttel a szökés napja előtt sikerült partnert találnia Arnošt Rosin szlovákiai zsidó személyében, akit alig ismert.

### A szökés
1944. május 27-én Mordowicz és Rosin behúzódtak rejtekhelyükre, amelyet társaik elálcáztak. Miután az SS-ek rájöttek, hogy hiányoznak, keresték őket az éjszaka beálltáig, de nem találtak rájuk. A szökevényeknek három napig kellett volna rejtekhelyükön maradniuk, de az a vékony cső, amelyen keresztül levegőhöz kellett volna jutniuk, be volt dugulva, és már fulladoztak. Ki kellett ásni magukat már másnap este, és sikerült kicsúszniuk két őrtorony között.
Gyalog mentek a nyílt helyeket és a helységeket elkerülve, lehetőleg erdőkön keresztül. Élelmet kaptak elszigetelt házak lakóitól. Az út egy részét egy vonat tetején tették meg, majd gyalog a hegyeken keresztül Szlovákiába jutottak június 6-án.

### A szökés után
Már nem voltak elővigyázatosak, és még aznap igazoltatták őket szlovák csendőrök. Nem volt semmiféle igazolványuk, ezért elvitték őket Szepesófaluba. Az ottani törvényszéken Rosin véletlenül találkozott egy hivatalnok ismerősével. Szlovákiában akkor ideiglenesen szüneteltek a deportálások, és a városban volt még egy kis zsidó hitközség. A hivatalnok értesítette ezt a két letartóztatott jelenlétéről, és a hitközség egyik képviselője adott nekik egy-egy dollárt, hogy mondhassák azt, hogy ők csempészek. A csendőrök elvitték őket Liptószentmiklósra, ahol pénzbüntetésre ítélték őket, amit kifizetett a helyi zsidó hitközség.
Pozsonyból odajött a németek parancsára létrehozott Szlovákiai Zsidó Tanács egyik képviselője, aki egy rabbival együtt meghallgatta őket külön-külön, majd írásban rögzítette, amit elmondtak. Azután Pozsonyba mentek, ahol találkoztat az előttük megszökött Vrbábal és Wetzlerrel. 1944. június közepe felé egy másik rabbi megszervezte azt, hogy Mordowiczot és Vrbát hallgassa meg a Vatikán egyik képviselője. Mordowicz úgy emlékezett utólag, hogy ez a Vatikán szlovákiai képviselője volt, de valójában a svájci képviselőjéről van szó, aki akkor Szlovákiában tartózkodott.
Egy ideig Mordowicz hamis személyazonossággal Pozsonyban élt. Egyszer Wetzlerrel együtt Nyitrába mentek, ahol igazoltatták őket hlinkagárdisták és be akarták őket kísérni személyazonosságuk ellenőrzésére, de sikerült elszökniük.

### Újból fogoly
1944. szeptember vége felé vagy október elején, miután újraindultak a deportálások Szlovákiából, Mordowiczot megint igazoltatták, ezúttal Pozsonyban. Próbált elszabadulni, de ekkor nem sikerült. Bevitték a Hlinka-gárda székhelyére, ahol három napig kínozták azt feltételezve, hogy szovjet kém. Volt nála egy zsidó nevére szóló születési bizonyítvány, azt állította hogy ő az, és hogy próbálja elkerülni a deportálást. A kihallgatói nem jöttek rá, hogy Auschwitzban volt, mert ragtapasszal takarta le a tetovált fogolyszámát. A Gestapo is kihallgatta, és végül deportálandók csoportjába került. A vonatban elmondta nekik, mi vár rájuk, ha nem próbálnak kimenekülni. A többiek nem hittek neki sőt, meg is verték. Hogy biztos legyen abban, hogy nem fedezik fel a fogolyszámát, addig rágta helyén a bőrt, amíg seb keletkezett rajta.
Mordowicz újra Auschwitzba került, ahol nem ismerték fel az SS-ek, csak néhány fogoly. Akkoriban már nem tetováltak számot a foglyok alkarjára, de egy volt tetováló rajzokat tetovált rá, amelyek álcázni voltak hivatottak a régi számot a seb begyógyulása után is. Két nappal megérkezése után társai segítségével újabb hamis személyazonossággal olyan csoportba került, amelyet átvittek egy Alsó-Sziléziai kisebb táborba, Mieroszówba (németül Friedland). Ebben a táborban sokkal könnyebb életkörülmények voltak, mint Auschwitzban, és Mordowicz asztalosműhelyben dolgozott. Több társával együtt tömeges megszökést tervezett, amelyet ő vezetett 1945. május 6-án, három nappal a tábor a Vörös Hadsereg általi felszabadítása előtt.

### A háború után
Felszabadulása után Mordowicz Pozsonyba tért vissza. 1948-ban újraházasodott egy volt deportálttal, és 1951-ben kislányuk született. Fontos vállalat igazgatója lett, de 1965-ben kivándorolt Izraelbe. Lánya középiskola után Kanadába ment, ahol építésznek tanult, és 1985-ben, amikor Mordowicz nyugdíjas lett, szülei is utána mentek. Felesége 1993-ban halt meg, ő pedig 2001-ben.

## A Mordowicz–Rosin-jelentés
Mordowicz és Rosin jelentése 1944 júniusában a Vatikánba került. Július 10-én az, aki lejegyezte a beszámolóikat, német nyelvű változatot szerkesztett belőlük, és ez eljutott Svájcba és Törökországba. Mégis ez a jelentés nem került nyilvánosságra akkor, ellentétben Vrba és Wetzler jelentésével, amelyet már májusban kezdtek terjeszteni, és a nyár folyamán számos újságcikkben jelentek meg belőle információk.
A Mordowicz–Rosin-jelentést csak 1944 novemberében ismerte meg nagyobb közönség, mint a Vrba–Wetzler-jelentés részét, és egy harmadik jelentéssel együtt. Ezt tulajdonképpen elsőként írta meg Jerzy Tabeau, egy másik Auschwitzból megszökött fogoly, és júniusban kezdték terjeszteni külön. A három jelentés Washingtonba, a Franklin D. Roosevelt amerikai elnök által felállított Háborús Menekültek Hivatalához jutott. Ez a sajtó rendelkezésére bocsátotta őket november 18-án gépelt szövegben, majd november 26-án kiadta egy 30 oldalas könyv alakjában. A jelentések öt szerzője nincs megnevezve, mivel még a németek által elfoglalt területen tartózkodtak, és megvolt az elfogásuk kockázata, mint ahogy ez meg is történt Mordowicz-csal, és a jelentések nem megírásuk időrendjében vannak elhelyezve a két dokumentumban, hanem az érintett közösségek és a Szövetségesek szerinti fontosságuk sorrendjében.
A Mordowicz–Rosin-jelentés a két dokumentum Report No. 1 The Extermination Camps of Auschwitz (Oswiecim) and Birkenau in Upper Silesia (1. sz. jelentés Az auschwitzi és birkenaui német megsemmisítő táborok Felső Sziléziában) című első részének harmadik fejezetét képezi: 28–33. o. a gépelt szövegben, 19–21. o. a könyvben. Ez a fejezet kiegészíti a Vrba–Wetzler-jelentést az április 7-e és május 27-ke közötti időszakról szóló információkkal. Szó van benne arról, hogy több elfoglalt országból hoztak foglyokat, és 1944. május 10-étől kezdve egyre több magyarországi zsidót. Szerzői jelentése megerősíti a zsidók népirtás jellegű megsemmisítését, arról számolva be, hogy május 15-étől a 27-én történt megszökésükig naponta 14–15 000 került a táborba, akik 90%-át azonnal elgázosították. Beszámolnak nőkön folytatott kísérletekről is.